# Athroolopha atlanticaria
Athroolopha atlanticaria är en fjärilsart som beskrevs av Le Cerf 1923. Athroolopha atlanticaria ingår i släktet Athroolopha och familjen mätare. Inga underarter finns listade i Catalogue of Life.